# Pavel Schmidt
Pour l’article homonyme, voir Pavel Schmidt (aviron).
Pavel Schmidt est un peintre, dessinateur et sculpteur suisse, né le 19 avril 1956 à Bratislava.

## Biographie
Après un séjour au Mexique, Schmidt s'installe en Suisse en 1968 avec ses parents, il grandit à Bienne et à Soleure. Il étudie à l'Académie de Munich. De 1986 à 1989, Schmidt est un assistant de Daniel Spoerri. En 1991 il devient artiste indépendant. 
Schmidt vit à Soleure.

## Œuvres

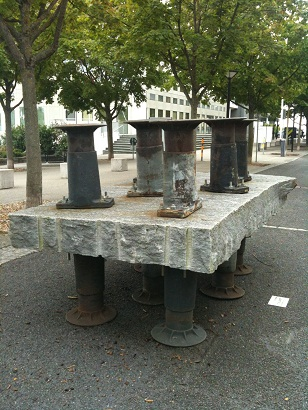
Tamponneuse, 2007.

## Expositions
- 2011 Université Harvard, Boston, États-Unis, septembre 2011
- 2011 Université hébraïque de Jérusalem, juillet 2011
- 2011 Unmessbar vermessen, Rheinfelden (Bade-Wurtemberg), mai 2011
- 2011 Von Herzen und Hirnen - Forum Gestaltung, Magdeburg, avril 2010
- 2010 Institut Goethe de Prague, Franz Kafka, P. Celan, septembre 2010
- 2008 Musée juif de Berlin : Franz Kafka – Verschrieben & Verzeichnet
- 2007 Espace Jean Tinguely-Niki de Saint Phalle, Fribourg